# Françoise Collin
Françoise Collin   (Braine-le-Comte, 8 d'abril de 1928 - Saint-Sauveur, 1 de setembre de 2012) fou una escriptora, filòsofa i feminista belga, coneguda per haver fundat la primera revista feminista en llengua francesa, Les Cahiers du GRIF (1973).

## Biografia
Françoise Collin inicia la seva trajectòria com a filòsofa a la Universitat catòlica de Lovaina, on es gradua l'any 1951 amb una memòria sobre Maurice Blondel. L'any següent, gràcies a una beca del govern francès, Collin assisteix als cursos de Maurice Merleau-Ponty i Jean Hyppolite.
Entre 1952 i 1969, Collin ensenya francès i filosofia especialment en diversos centres d'ensenyament secundari, però també a la Universitat Saint Louis-Bruxelles i a la Universitat de Liège. Durant aquests anys, Collin publica una sèrie de poemes a la revista Écrite, dirigida pel cèlebre poeta i editor Jean Cayrol. També publica les novel·les Le jour fabuleux (1960) i Rose qui peut (1962), a les Éditions du Seuil.
L'any 1969 defensa la seva tesi sobre Maurice Blanchot, que es publicarà a Gallimard el 1971 sota el títol Maurice Blanchot et la question de l'écriture.
A finals del 1972 va viatjar als Estats Units com a enviada especial de la revista La Relève per a informar sobre els moviments d'alliberament de les dones. En tornar, l'any 1973 va crear la primera revista feminista en llengua francesa Les Cahiers du Grif. L'11 de novembre de 1973 presenten el primer número de la revista, intitulat "Le féminisme pour quoi faire?" ["El feminisme per a fer què?"]. Entre les participants d'aquest primer número s'hi troba Éliane Boucquey, Jacqueline Aubenas, Marie-Thérèse Cuvelliez, Françoise Collin i Hedwige Peemans-Poullet. L'èxit d'aquesta publicació dona forces al projecte del GRIF (Groupe de Recherce et d'Information Féministe), al qual s'hi sumaran dones de diversa procedència, edat, ideologia o nivell educatiu.
L'any 1979 el grup es converteix en GRIF-Université des Femmes, encapçalat per Collin, Boucquey, Aubenas, Peemans-Poullet, entre d'altres. A través d'aquest projecte van organitzar seminaris, cursos, grups de treball i un col·loqui internacional. L'any 1982, arran de disavinences entre les membres del grup, el GRIF-Université des Femmes s'escindeix en dos: els Ateliers du GRIF i l'Université des Femmes, liderada per Peemans-Poullet.
Els Cahiers du GRIF van publicar-se entre 1973 i 1997, en tres sèries: la primera entre 1973 i 1978, la segona entre 1982 i 1994, i la darrera de 1996 i 1997.
Va dirigir successivament la col·lecció Grif a les Editions de Minuit i la col·lecció Littérales a les Editions Tierce. És una de les primeres a introduir l'obra de Hannah Arendt en l'àmbit filosòfic francès i en l'àmbit feminista. Va contribuir a la fundació de la UNESCO Journal of Women Philosophers l'any 2010.

## Publicacions

### Novel·les
- Le Jour fabuleux, Le Seuil, 1960.
- Rose qui peut, Le Seuil, 1963
- 331W20 Lection du président, Transédition, 1975.
- Le Rendez-vous, Tierce, 1988
- Le Jardin de Louise, La Barre du jour 1988
- On dirait une ville, Editions des Femmes, 2008.

### Filosofia i feminisme
- Maurice Blanchot et la question de l’écriture, Gallimard, coll. «Le Chemin», 1971 (reedició. coll. « Tel », 1986), tesi doctoral.
- Le Sexe des sciences: les femmes en plus, Autrement, 1992.
- Hannah Arendt. L'homme est-il devenu superflu?, Odile Jacob, 1999
- Je partirais d'un mot: le champ symbolique, Fusart, 1999
- Le Différend des sexes, Pleins Feux, 1999.
- Parcours féministe (entretien avec I. Kaufer), Labor, 2005.
- Repenser le politique: l'apport du féminisme américain, sota la direcció de Françoise Collin i Pénélope Deutscher, Campagne première, 2005.
- Les Femmes de Platon à Derrida: anthologie critique, amb Évelyne Pisier et Eleni Varikas, Paris, Dalloz, 2011.
- Un héritage sans testament, édition micro Remue-ménage, Québec, 2020 (pòstuma).